# Otto von Mirbach
Otto von Mirbach (* 1804; † 1867) war ein preußischer Offizier und Revolutionär. Er war während der Revolution von 1848/49 der führende demokratische Politiker in Dortmund und 1849 Kommandeur des Sicherheitsausschusses während des Elberfelder Aufstandes.

## Vormärz
Mirbach war ursprünglich Ingenieuroffizier der preußischen Armee. Er gehörte aber im Vormärz bereits der demokratischen Opposition an. Er nahm an der griechischen Revolution und am polnischen Aufstand von 1830/1831 teil. Möglicherweise war er während der Revolution von 1830 auch in Paris.
Seit Mitte der 1830er Jahre lebte er als Ingenieur der Bergisch-Märkischen Eisenbahngesellschaft in Dortmund. In den 1840er Jahren gründete er dort den Lese- und Diskussionsverein „Gesellschaft Vorwärts.“ Dieser vertrat offen frühsozialistische Ansichten. Als Vorsitzender des Vereins war er am Zustandekommen der ersten allgemeinen Bürgerversammlung in Dortmund 1845 beteiligt, die eine Reihe von liberalen Reformforderungen beschloss und sie dem westfälischen Provinziallandtag übersandte.

## Revolution in Dortmund
Während der Revolution von 1848 versuchte Mirbach seine politischen Ziele zu verwirklichen. Er schloss sich der demokratischen Organisation in Dortmund („Volksverein“) an. Er kritisierte indes in der Neuen Rheinischen Zeitung die gemäßigte Haltung des Vereins. Ihm gelang es die Führung bald selber zu übernehmen.
Im Dezember 1848 nach dem Beginn der Gegenrevolution wurde von Mirbach festgenommen. Daraufhin kam es in Dortmund zu schweren Unruhen. Nur unter Einsatz der Bürgerwehr gelang es zu verhindern, dass die aufgebrachte Menge das Rathaus stürmte, um Mirbach zu befreien. Er wurde nach Münster gebracht und dort inhaftiert, ohne dass es zu einem Prozess gekommen wäre. Erst im April 1849 kam Mirbach wieder frei.

## Elberfelder Aufstand
Während des Elberfelder Aufstandes von 1849 im Rahmen der Reichsverfassungskampagne war er auf Empfehlung von Friedrich Engels militärischer Oberkommandant des Sicherheitsausschusses geworden. Er ließ unter anderem in Kommandounternehmen, der ihm unterstellten Freischärler in den umliegenden Städten Waffen besorgen. Mirbach gelang es aber nicht die politisch gemäßigte Bürgerwehr zu entwaffnen. Auch die Landwehr unterstellte sich nicht seinem Oberbefehl. Ein Teil der gemäßigten Mitglieder des Sicherheitsausschusses, der eine soziale Revolution fürchtete, veranlassten von Mirbach Engels aus Elberfeld auszuweisen.
Die in Berlin weilende Delegation aus Elberfeld sandte eine missverständliche Nachricht, aus der man fälschlicherweise entnehmen konnte, dass der preußische König die Paulskirchenverfassung anerkannt hätte. Dies, innere Konflikten unter den Revolutionären sowie ein Ultimatum des rheinischen Oberpräsidenten ließen den Aufstand bald zusammenbrechen. Ein Großteil der Freischärler floh. Der Rest etwa 400 bis 500 Mann unter von Mirbach blieb in der Stadt. Um Geldmittel zu gewinnen, wurde unter anderem der Bankier Daniel von der Heydt gefangen genommen. Nach Erhalt des Geldes verließen die Truppen in zwei Einheiten die Stadt, um sich der Revolution in der Pfalz anzuschließen. Die Freischärler wurden aber bald von preußischen Truppen aufgerieben.
Nach der Niederlage der Revolution wurde Mirbach zu zwei Jahren Gefängnis verurteilt, er konnte aber während eines Transports fliehen und ging nach Paris und später nach Griechenland ins Exil.